# Гарин, Игорь Иванович
Игорь Иванович Гарин (19.07.1937 — 17.01.2025) - учёный и писатель, доктор физико-математических наук, профессор, занимал должность начальника научно-исследовательской лаборатории физических основ создания новых бериллиевых материалов, лауреат Государственной премии Украины.
Был специалистом в области реакторных и космических материалов, физики твердого тела.
В последние годы работал над разработкой материалов и устройств для онкологии и кардиологии, является автором многочисленных научных работ, а также 60 авторских свидетельств и патентов. Научную деятельность совмещал с писательским и публицистическим творчеством. Критиковал марксизм.
Под литературным псевдонимом Игорь Гарин стал одним из самых популярных украинских писателей, создав более 130 книг с суммарным тиражом более 1,5 млн экземпляров. Также ему принадлежат более 3300 публицистических статей, опубликованных в многочисленных печатных и электронных изданиях. 